# Bai Yuchan

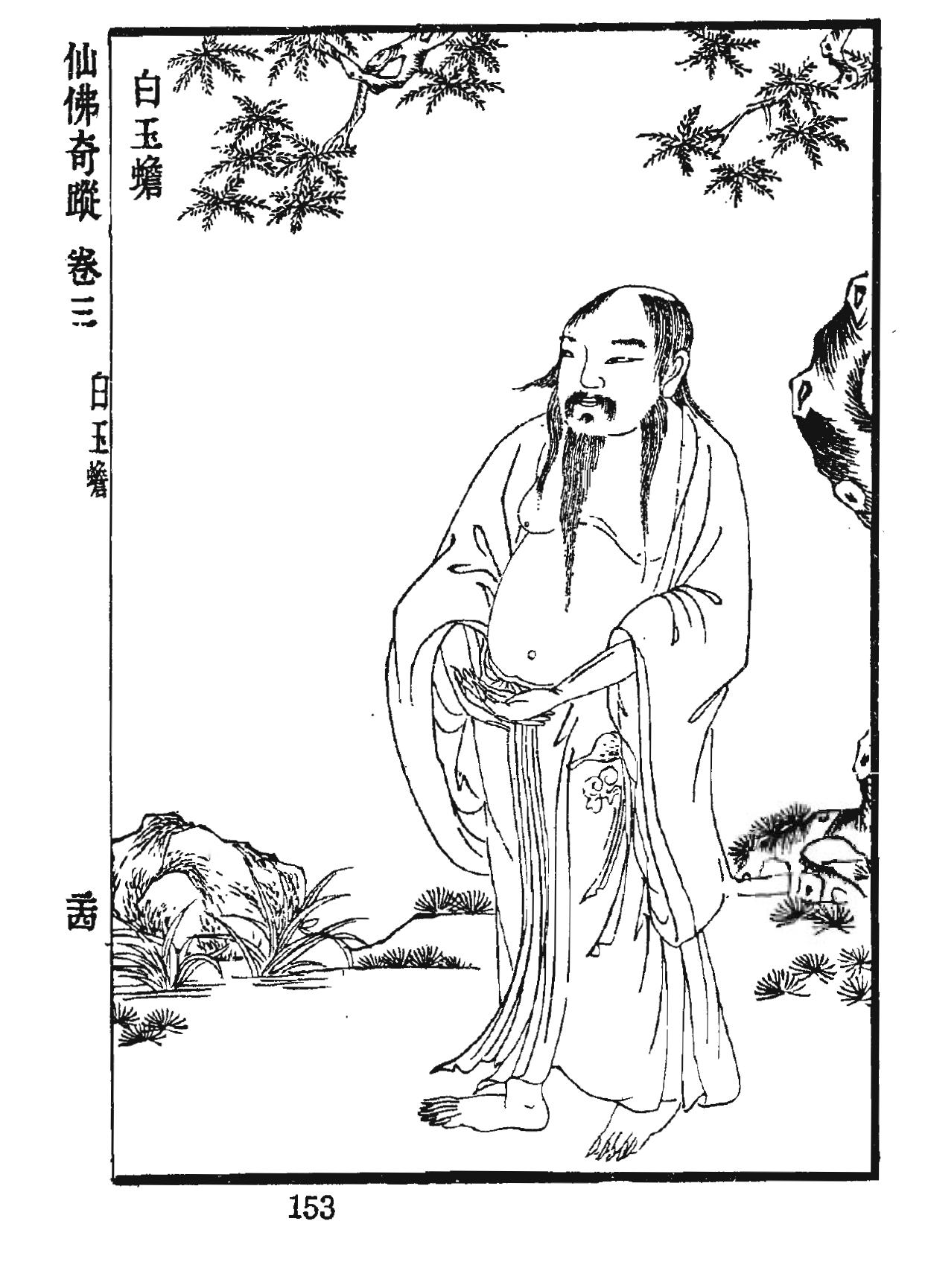
Bai Yuchan

Bai Yuchan (chiń. 白玉蟾; pinyin Bái Yùchán) – chiński mistrz taoistyczny, piąty patriarcha Południowej Szkoły Urzeczywistnienia Prawdy. Także uczony oraz uzdolniony malarz, kaligraf i poeta.
Żył u schyłku dynastii Song, między 1194 a prawdopodobnie 1227 rokiem. Pochodził z wyspy Hajnan i po długich wędrówkach osiadł w pustelni na górze Wuyi Shan. Niewiele wiadomo o jego życiu, większość informacji podana jest w krótkich hagiografiach.
Zajmował się alchemią oraz praktykami magicznymi mającymi zapewnić nieśmiertelność. Rozbudowując religijne obrzędy czerpał obficie z rytuałów buddyjskich, konfucjańskich oraz szamanistycznych. Przypisywane mu jest autorstwo wielu traktatów.